# Hamdi Hobais
Hamdi Hobais (en árabe: حمدي هوبيس شير الشير جندل‎; Salalah, Omán; 27 de enero de 1984) es un exfutbolista y entrenador de fútbol de Omán que jugaba en la posición de defensa. Actualmente es el entrenador del Al-Nasr Salalah sub-19.

## Carrera

### Club
| Periodo   | Club            |
| --------- | --------------- |
| 1999–2004 | Al-Nasr Salalah |
| 2004–2005 | Al-Nasr Kuwait  |
| 2005–2012 | Al-Nasr Salalah |
| 2012–2013 | Salalah SC      |

### Selección nacional
Jugó para Omán en 29 ocasiones de 2003 a 2008, participó en la Copa Asiática 2004 y en dos eliminatorias mundialistas.

## Logros
- Liga Profesional de Omán (1): 2003-04
- Copa del Sultán Qabus (2): 2000, 2002